# Sung nghi
Sung nghi (giản thể: 充仪; phồn thể: 充儀), tên cũ là Sung y (充衣 hay 充依) là một cấp bậc phi tần trong hậu cung phong kiến của các nước Đông Á như Trung Quốc và Việt Nam.

## Lịch sử

### Trung Quốc
Thời Hán Vũ đế, đặt các tước vị Tiệp dư, Nghinh nga, Dung hoa, Sung y (充依). Trong đó, tước vị Sung y được coi ngang với tước Tả canh, nghìn thạch.
Năm 456, Lưu Tống Hiếu Vũ đế tiến hành cải tổ hậu cung, lập ra bậc Cửu tần, lại học theo thời Hán đặt Sung y (充衣), cùng Tài tử làm Tán vị.
Thời Tùy Dạng đế, đặt Cửu tần, hàm chính nhị phẩm, gồm Thuận nghi, Thuận dung, Thuận hoa, Tu nghi, Tu dung, Tu hoa, Sung nghi, Sung dung, Sung hoa.
Thời Đường kế thừa thời Tùy, Sung nghi là một trong Cửu tần, gồm: Chiêu nghi, Chiêu dung, Chiêu viện, Tu nghi, Tu dung, Tu viện, Sung nghi, Sung dung, Sung viện.

### Việt Nam
Thời Lê sơ, Quý phi đứng đầu hậu cung. Sung nghi là một trong Tam sung (Sung nghi, Sung dung, Sung viện) thuộc Cửu tần. Đến thời Minh Mạng thì bỏ.

## Danh sách

### Trung Quốc
- Dương sung nghi (楊充儀), phi tần của Đường Đức Tông.
- Thôi sung nghi (崔充儀), phi tần của Đường Thuận Tông.
- Dương sung nghi (楊充儀), phi tần của Đường Thuận Tông.
- Chu sung nghi (朱充儀), phi tần của Tống Nhân Tông, mẹ của Kinh vương Triệu Hi.

### Việt Nam
- Sung nghi Nguyễn Thị Hằng, phi tần của Lê Thánh Tông, sau trở thành Hoàng thái hậu.